# ماکسول آکوستی
ماکسول آکوستی (انگلیسی: Maxwell Acosty؛ زادهٔ ۱۰ سپتامبر ۱۹۹۱) بازیکن فوتبال اهل غنا است که در پست وینگر در سری دی برای باشگاه ایتالیایی توتوکوئو بازی می‌کند.